# Trichesthes microdon
Trichesthes microdon är en skalbaggsart som beskrevs av Bates 1888. Trichesthes microdon ingår i släktet Trichesthes och familjen Melolonthidae. Inga underarter finns listade i Catalogue of Life.